# Gelse, Zala
Gelse  este un sat în districtul Nagykanizsa, județul Zala, Ungaria, având o populație de 1.148 de locuitori (2011). 

## Demografie
Componența etnică a satului Gelse
     Maghiari (97,84%)
     Germani (1,13%)
     Necunoscut (0,31%)
     Romi (0,72%)
     Alții (0,31%)
Componența confesională a satului Gelse
     Romano-catolici (68,82%)
     Fără religie (4,18%)
     Reformați (1,39%)
     Necunoscută (25,09%)
     Luterani (0,52%)
     Alte religii (0,35%)
Conform recensământului din 2011, satul Gelse avea 1.148 de locuitori. Din punct de vedere etnic, majoritatea locuitorilor (97,84%) erau maghiari, cu o minoritate de germani (1,13%). Apartenența etnică nu este cunoscută în cazul a 0,31% din locuitori.  Din punct de vedere confesional, majoritatea locuitorilor (68,82%) erau romano-catolici, existând și minorități de persoane fără religie (4,18%) și reformați (1,39%). Pentru 25,09% din locuitori nu este cunoscută apartenența confesională.